# Ducado de Talavera de la Reina
El ducado de Talavera de la Reina es un título nobiliario español, creado el 25 de septiembre de 1914, por el rey Alfonso XIII, para María Luisa de Silva y Fernández de Henestrosa, hija de Luis de Silva y Fernández de Córdoba, x conde de Pie de Concha, y de María de los Dolores Fernández de Henestrosa.
El título se concedió a María Luisa de Silva, con motivo de su boda con el infante Fernando María de Baviera y Borbón, viudo de la infanta María Teresa de Borbón y Habsburgo-Lorena, hermana del rey Alfonso.
El rey, estuvo tan de acuerdo con este segundo matrimonio de su cuñado, el infante Fernando, que además de otorgar este ducado a María Luísa de Silva, le dio el tratamiento de Alteza Real e Infanta de España, a título personal.

## Duques de Talavera de la Reina
|                           | Titular                                              | Periodo                   |
| Creación por Alfonso XIII | Creación por Alfonso XIII                            | Creación por Alfonso XIII |
| ------------------------- | ---------------------------------------------------- | ------------------------- |
| i                         | María Luisa de Silva-Bazán y Fernández de Henestrosa | 1914-1955                 |
| ii                        | Juan de Silva-Bazán y Goyeneche                      | 1957-1963                 |
| iii                       | Juan Manuel de Silva-Bazán y Mazorra                 | 1964-1988                 |
| iv                        | Álvaro de Silva-Bazán y Mazorra                      | 1990-2022                 |
| v                         | Juan Bautista de Silva-Bazán y Urquijo               | 2023-pres.                |

## Historia de los duques de Talavera de la Reina

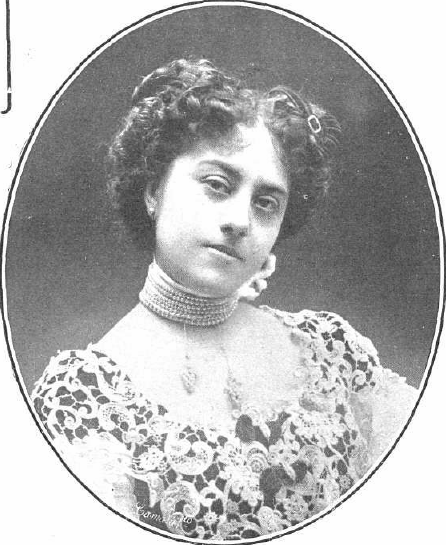
María Luisa Silva-Bazán y Fernández de Henestrosa, I duquesa de Talavera de la Reina

- María Luisa de Silva-Bazán y Fernández de Henestrosa (1870-1955), grande de España, i duquesa de Talavera de la Reina.

Casó con el infante de España, Fernando María de Baviera y Borbón, motivo por el que Alfonso XIII le concedió el ducado de Talavera de la Reina, además de para que pudieran suceder en este título los hijos de este matrimonio si los hubiera habido. Se le otorgó tratamiento de Alteza Real, con carácter vitalicio. Al no haber descendientes, le sucedió su sobrino:
- Juan de Silva-Bazán y Goyeneche (1897-1963[2]), grande de España, ii duque de Talavera de la Reina,[1] xx marqués de Zahara y xiii conde de Pie de Concha.

Casó con Serafina Mazorra y Romero (1900-1973). En 30 de octubre de 1964, le sucedió su hijo:
- Juan Manuel de Silva-Bazán y Mazorra (Madrid, 29 de septiembre de 1934-Madrid, 19 de diciembre de 1988[2]), grande de España, iii duque de Talavera de la Reina,[1] xiv conde de Pie de Concha.

Casó con Mercedes Puig de la Bellacasa y Urdampilleta. Hermana de José Joaquín Puig de la Bellacasa, embajador de España, Grandes Cruces de Isabel la Católica y del Mérito Naval, Caballero de la Orden de Calatrava, de la Sagrada Orden Militar Constantiniana de San Jorge y del Real Estamento Militar del Principado de Gerona. Sin descendientes, en 26 de marzo de 1990, le sucedió su hermano:
- Álvaro de Silva-Bazán y Mazorra (San Sebastián, 17 de mayo de 1938[2]-Madrid, 18 de septiembre de 2022[3]), grande de España, iv duque de Talavera de la Reina,[1] xxii marqués de Zahara y xv conde de Pie de Concha.

Casó con Catalina de Urquijo y Quiroga y tuvieron cuatro hijos: Juan, que le sucedió en el título, Jacobo (al que le otorgó en 2007 el título de marqués de Zahara), Álvaro (al que le cedió en 2007 el título de conde de Pie de Concha) y Catalina (marquesa consorte de la Roca).
- Juan Bautista de Silva-Bazán y Urquijo (Madrid, 11 de julio de 1965[2]), grande de España, v duque de Talavera de la Reina.[4]

Casó el 16 de enero de 1993 con Isabel Sarasola Sancho (n. 1967). Tienen tres hijos: Isabel, Juan Fernando (n. 1998) y Francisco Javier de Silva y Sarasola (n. 2003).